# 誰明浪子心
《誰明浪子心》為香港和臺灣歌手王傑的第二張粵語專輯，發行於1989年8月31日，專輯由王傑監製，製作人為王傑、陳大力，由飛碟唱片公司授權香港華納唱片在香港發行。專輯在台灣錄音，與國語專輯《孤星》屬同一個項目。

## 專輯簡介
在香港的初試啼聲之作《故事的角色》大賣，令王傑在香港成功打下樂壇地位的基礎，為了答謝香港歌迷的支持，王傑與華納唱片公司決定招募香港當地詞曲作品做為下一張專輯《誰明浪子心》中的曲目，加上為了延續王傑當紅勢頭，因此在不到半年時間便推出了此張專輯，主打歌「誰明浪子心」的成功不亞於在台灣的走紅歌曲「一場遊戲一場夢」，更讓王傑在香港樂壇聲勢站上更高峰，該曲接連拿下香港電台中文歌曲龍虎榜冠軍、商業電台叱咤樂壇流行榜冠軍、無線電視勁歌金榜冠軍，並入選1989第三季勁歌金曲季選，專輯亦連續3週高踞銷量榜冠軍，也讓王傑橫掃隔年香港樂壇三大頒獎禮所有新人獎項，並憑著「誰明浪子心」拿下香港電台1989年第十二屆十大中文金曲獎及無綫電視的十大勁歌金曲獎（繼張學友之後第二位以新人身分拿下十大勁歌金曲獎的歌手），並獲得香港作曲家及作詞家協會頒發的最佳作曲獎。

## 曲目
| 曲序 | 曲名       | 曲     | 詞            | 編曲   | 附註                                                    | 國語版本                                       |
| 01   | 誰明浪子心 | 王傑   | 潘源良        | 陳志遠 | 無線電視劇《還我本色》主題曲                            | 她的背影，收錄於專輯《是否我真的一無所有》     |
| 02   | 為何分離   | 王傑   | 潘偉源        | 陳志遠 | 無線電視劇《水鄉危情》主題曲 無線電視劇《我本善良》插曲 | 為何流淚，收錄於專輯《是否我真的一無所有》     |
| 03   | 煩惱只因我 | 王傑   | 林夕          | 陳志遠 |                                                         | 等待你的愛，收錄於專輯《是否我真的一無所有》   |
| 04   | 一點滴詩意 | 王傑   | 陳少琪        | 陳志遠 |                                                         | 永遠在我心裡，收錄於專輯《是否我真的一無所有》 |
| 05   | 一再無言   | 袁卓繁 | 林振強        | 袁卓繁 |                                                         |                                                |
| 06   | 心印心     | 姚大偉 | 姚大偉        | 袁卓繁 | 公開徵求本地創作作品之一                                |                                                |
| 07   | 繼續行     | 黃惠康 | 程偉權 潘偉源 | 杜自持 | 公開徵求本地創作作品之一                                |                                                |
| 08   | 逝去的愛   | 黃寶光 | 黃寶光        | 蘇德華 | 公開徵求本地創作作品之一                                |                                                |
| 09   | 深深的創傷 | 杜自持 | 潘偉源        | 杜自持 |                                                         |                                                |
| 10   | 風風雨雨   | 黃尚偉 | 潘源良        | 黃尚偉 |                                                         |                                                |

## 唱片版本
- 錄音帶版
- CD版
- 黑膠唱片

## 獎項
- 1989年勁歌金曲季選

- 「第三季金曲」：【誰明浪子心】 （页面存档备份，存于）

- 1989年度十大勁歌金曲頒獎典禮

- 「十大勁歌金曲獎」：【誰明浪子心】
- 「最受歡迎新人獎」

- 1989年度十大中文金曲頒獎典禮

- 「十大中文金曲獎」：【誰明浪子心】
- 「最有前途新人獎金獎」

- 1989年度叱咤樂壇流行榜頒獎典禮

- 「叱咤樂壇生力軍男歌手金獎」

- 香港作曲家及作詞家協會

- 「最佳作曲獎」

## 音樂錄影帶
- 誰明浪子心
- 為何分離
- 深深的創傷

## 翻唱或重唱版本
谁明浪子心
- 赵学而及王杰，收录2000年王杰Giving专辑中
- 张家辉于2014年电影金鸡SSS翻唱，收录于金鸡SSS电影原声中。
- 卫兰
- 邓紫棋，胡鸿钧于节目《流行经典50年》翻唱赵学而及王杰版本